# Abraham Albert Kahlberg

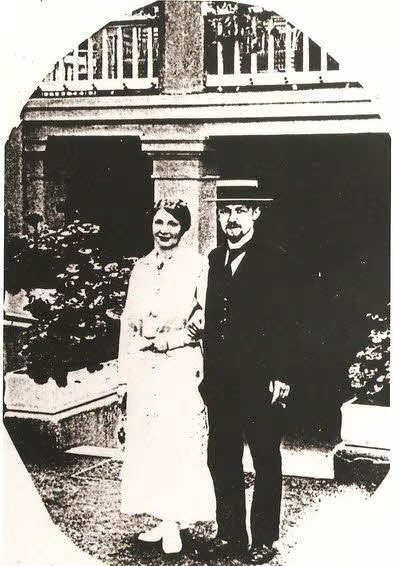
Rabbiner Abraham Albert Kahlberg und Ehefrau Katharina 1911

Abraham Albert Kahlberg (geboren 8. Februar 1883 in Uslar; gestorben 19. Februar 1966 in Hamburg) war ein deutscher liberaler Rabbiner.

## Leben
Abraham Albert Kahlberg war ein Sohn des Joseph Kahlberg und der Röschen Freudenthal. Da seine Eltern früh starben, wuchs er in der Familie seiner Schwester Rahel auf, die mit dem Kreuznacher Rabbiner Abraham Tawrogi verheiratet war. Kahlberg machte das Abitur im Kreuznacher Gymnasium an der Stadtmauer und besuchte anschließend in Breslau das Jüdisch-Theologische Seminar und studierte an der  Philosophischen Fakultät der Universität Breslau. Er wurde 1906  mit der Dissertation „Die Ethik des Bachja ibn Pakuda“ promoviert. Der Doktorgrad wurde ihm 1940 aus rassistischen Gründen entzogen.
Kahlberg heiratete Katharina Auguste Weiss, sie hatten zwei Kinder. Im Jahr 1911 wurde Kahlberg als Rabbiner nach Halle an der Saale berufen. Er schrieb Beiträge in der Jüdisch-liberalen Zeitung. Kahlberg gehörte zu den 65 progressiven Rabbinern, die 1912 die Richtlinien zu einem neuen Programm für das liberale Judentum unterzeichneten. Die „35 Grundsätze des liberalen Judentums“, die die Union progressiver Juden in Deutschland herausgegeben hat, knüpfen an diese wegweisenden Richtlinien an.
Er wurde Mitglied der Germania Loge. In der Reichspogromnacht wurde die Synagoge von Halle zerstört und Kahlberg in das KZ Buchenwald verschleppt. Freigelassen holte der schwedische Oberrabbiner Mordechai Ehrenpreis ihn nach Schweden. Von 1939 bis 1962 übernahm er das Rabbinat in Göteborg. 
Im Alter zogen Albert und Katharina Kahlberg nach Hamburg und lebten dort in einem koscher geführten Altersheim.

## Schriften (Auswahl)
- Die Ethik des Bachja ibn Pakuda. Hendel, 1914